# II район (Гжегужки)
Дзельни́ца II Гжегу́жки (пол. Dzielnica II Grzegórzki) — дзельница, административно-территориальная и вспомогательная единица Краковской городской гмины, один из 18 административных районов Кракова. Администрация дзельницы располагается по адресу Aleja Ignacego Daszyńskiego 22. В настоящее время Председателем дзельницы является Малгожата Цеменга.

## География
Дзельница II Гжегужки граничит на западе с Дзельницей I Старе-Място, на севере с Дзельницей III Прондник-Червоны, на востоке с Дзельницей XIV Чижины, на юге через реку Вислу с Дзельницей XIII Подгуже.
Площадь дзельницы составляет 586,18 гектаров. В состав дзельницы входят оседле Домбе, Гжегужки, Ольша, Оседле-Офицерске, Весола.

## История
Первое упоминание о деревне Гжегужки относится к 1388 году. Первоначально деревня была собственностью краковской епархии, позднее перешла в собственность шляхетского рода Топорчиков, потом — родам Спицимиров и Борек. В это же время краковский муниципалитет стал строить в деревне мельницы. В настоящее время самая старая часть современной дзельницы располагается в историческом районе Весола, который в средние века назывался предместьем святого Николая. В XVI и XVII веках в этом пригороде располагались сады и усадьбы, принадлежащие краковской аристократии. В 1682 году здесь был построен костёл Непорочного Зачатия Пресвятой Девы Марии вместе с монастырём босых кармелитов, в котором с 1788 года стала располагаться больница. В 1783 году усадьба Чарторыйских, принадлежащая с 1752 года иезуитам, перешла в собственность Краковской академии, которая основала здесь ботанический сад. В XIX веке Гжегужки стали частью предместья Пяски. В 1873 году краковский муниципалитет принял решение расширить городские границы за пределы не существующего сегодня речного рукава Вислы под названием Старой Вислы, и в бывшей деревне Гжегужки стала бурно развиваться производственная промышленность. На рубеже XIX и XX веков на территории района был основан комплекс медицинских клиник Ягеллонского университета. В последнее десятилетие XIX века в районе проживало 2100 жителей и находилось 82 дома. В начале XX века здесь уже проживало 3400 жителей и было 140 домов. В 1910 году Гжегужки были включены в состав Кракова. В 1921 году была построена церковь Святейшего Сердца Иисуса. Во втором десятилетии XX века в районе был построен завод машинного производства Зелинских, вагонный завод Орлицкого, каучуковая фабрика «Semperit», польско-швейцарская фабрика шоколада «Suchard» и фармацевтические производства.
До 1990 года район входил в состав дзельницы Сьрудмесьце. Дзельница была учреждена 27 марта 1991 года решением решением № XXI/143/91 городского совета Кракова. Современные границы дзельницы были утверждены решением городского совета № XVI/192/95 от 19 апреля 1995 года.

## Население
Численность населения дзельницы составляет 29 367 человек.

## Достопримечательности
Памятники культуры Малопольского воеводства:
| Изображение | Русское название                           | Польское название                             | Местоположение                                            |
| ----------- | ------------------------------------------ | --------------------------------------------- | --------------------------------------------------------- |
|             | Ботанический сад Ягеллонского университета | Ogród Botaniczny Uniwersytetu Jagiellońskiego |                                                           |
|             | Белый домик                                | Willa Biały Domek                             | ул. Любич, 21                                             |
|             | Бровар-Краков                              | Browar Kraków                                 | ул. Любич, 13 — 17                                        |
|             | Воинское кладбище № 387                    | Cmentarz wojenny nr 387                       | на территории Нового еврейского кладбища, ул. Мёдовая, 55 |
|             | Новое еврейское кладбище                   | Nowy cmentarz żydowski                        | ул. Мёдова, 55                                            |
|             | Церковь Святейшего Сердца Иисуса Христа    |                                               | ул. Коперника, 26                                         |

### Памятники истории
Памятники истории Указом президента Леха Валенсы от 8 сентября 1994 года.
| Изображение | Русское название | Польское название | Местоположение     |
| ----------- | ---------------- | ----------------- | ------------------ |
|             | Весола           | Wesoła            | исторический район |

### Другие достопримечательности
- Шкелетор — недостроенный небоскрёб.
- Церковь Божьего Милосердия;
- Церковь Святого Казимира Королевича;
- Ягеллонский дуб;